# 古白鮭
古白鮭，為輻鰭魚綱鮭形目鮭科的一種，為溫帶淡水魚，分布於歐洲瑞士納沙泰爾湖、比爾湖、莫拉特湖流域，並引入法國，深度5-200公尺，體長可達45公分，棲息在底中層水域，生活習性不明。